# Joahnys Argilagos
Joahnys Argilagos (11 januari 1997) is een bokser uit Cuba. Namens zijn vaderland won hij de bronzen medaille bij de Olympische Spelen van 2016 in Rio de Janeiro, net als de Amerikaan Nico Hernández. In de halve finale van de gewichtsklasse tot 48 kilogram (licht vlieggewicht) verloor hij op punten (1-2) van de Colombiaan Yuberjén Martínez. 

## Erelijst

### Olympische Spelen
- 2016 in Rio de Janeiro, Brazilië (– 49 kg)

### Wereldkampioenschappen
- 2015 in Doha, Qatar (– 49 kg)
- 2017 in Hamburg, Qatar (– 49 kg)

### Pan-Amerikaanse Spelen
- 2015 in Toronto, Canada (– 49 kg)